# شمشیر ناامیدی
شمشیر ناامیدی (به ژاپنی: 必死剣 鳥刺し) فیلمی محصول سال ۲۰۱۰ سینمای ژاپن، در ژانر درام و تاریخی به کارگردانی هیدیوکی هیرایاما است.

## داستان
داستان فیلم درباره ملازم و شمشیرزنی به نام کانمی سانزائمون در دروه ادو است. سه سال قبل، وی "رنکو" معشوقه فاسد دایمیو وقت "تابو اوکیو" را به قتل می رساند. برخلاف انتظار، او در قبال جرم خود به مجازاتی بسیار سبک محکوم می‌شود و پس از سپری کردن دوره حبس خود (تنها یک سال حبس خانگی!!) به محل کار سابقش در قصر باز می‌گردد. دربازگشت وی با مرگ همسرش موتسو مواجه می‌شود. پس از آن، وی تحت مراقبت دختر خواهر همسرش ساتو قرار می‌گیرد، ساتو به کانمی علاقه‌مند است و با کمک کردن به کانمی در تغییر نگاهش به سبک زندگی، علاقه خود را به وی ابراز می‌کند. در همین اثناء، کانمی به ابداع تکنیکی مخصوصی در شمشیرزنی به نام «شکار پرنده» می‌پردازد ...